# Domknięcie uniwersalne
Domknięcie uniwersalne formuł zdaniowych – operacja tworzenia zdania z formuły przez związanie zmiennych wolnych kwantyfikatorem ogólnym.
Niech {\displaystyle \varphi } będzie formułą w pewnym języku pierwszego rzędu. Domknięciem uniwersalnym formuły {\displaystyle \varphi } nazywamy zdanie określone następująco:
1. Jeżeli {\displaystyle \varphi } jest zdaniem, to {\displaystyle \varphi } jest swoim własnym domknięciem uniwersalnym.
2. Jeżeli {\displaystyle \varphi } jest funkcją zdaniową, której zmiennymi wolnymi są {\displaystyle x_{1},\dots ,x_{n},} to domknięciem uniwersalnym {\displaystyle \varphi } jest zdanie {\displaystyle (\forall x_{1})\ldots (\forall x_{n})\varphi .}